# Pierre Ngendandumwe
Pierre Ngendandumwe, född 1930, död den 15 januari 1965 (mördad), var en burundisk politiker tillhörande hutufolket. Han var landets premiärminister mellan den 18 juni 1963 och den 6 april 1964, och från den 7 januari 1965 till sin död åtta dagar senare.

## Biografi
Ngendandumwe var den förste hutu som tagit universitetsexamen i Burundi, och även den förste som blivit regeringschef i landet. Han stod Burundis förste premiärminister Louis Rwagasore nära, och sågs som hans högra hand i nationalistpartiet UPRONA. Ett år efter det att Rwagasore blivit mördad efterträdde Ngendandumwe dennes brorson, André Muhirwa, som premiärminister i landet.

### Mord och efterspel
Ngendandumwe mördades av en rwandisk tutsi-flykting under den konflikt mellan de båda folkgrupperna som uppstått efter landets självständighet 1962. Ngendandumwe var bland de personer som eftersträvade ett gott samarbete mellan de båda folkgrupperna, men mordet på honom sågs som ett etniskt motiverat dåd och togs som ett bevis på att tutsierna inte litade på hutuerna. I valet som hölls i maj 1965 vann hutuerna klart, men deras inflytande begränsades i parlamentet, och i oktober samma år försökte en grupp hutu-militärer göra statskupp. Den nye premiärministern dödades under kuppen, men upproret slogs ner på ett blodigt vis, och den etniska konflikten kom att hålla i sig ända in på 2000-talet.